# Toftum (Rømø)
 For alternative betydninger, se Toftum. (Se også artikler, som begynder med Toftum)
Toftum er en mindre bebyggelse på den nordlige del af Rømø i Region Syddanmark. Byens indbyggertal er målt i 2022 på 329[kilde mangler].
I bebyggelsen findes bl.a. Kommandørgården og Toftum Skole (de) fra 1784.
- Vestervej 9 huser Rømø Lokalarkiv